# Поплава у Загребу (1964)
Дана 25. октобра 1964. године, разорна поплава реке Саве погодила је Загреб (СР Хрватска, СФР Југославија). Обилне падавине узводно су изазвале набујавање и изливање река и потока у сливу Саве на многим местима широм Словеније и северних региона Хрватске. Најтежа ситуација је забележена у Загребу. Поплавни таласи Саве су позната опасност у граду (утицали су на развој подручја још од римског доба) а поплава из 1964. године није имала највеће размере. Међутим, то се догодило након неколико деценија велике индустријализације и урбаног раста, што је довело до ширења града на подручја која су најрањивија. Квалитет изградње објеката и одбране од поплава у поплавном подручју био је углавном низак. Регулација Саве и њених притока узводно од Загреба одсекла је многе природне ретензионе базене, као што су поља и пашњаци, што је довело до нагомилавања воде испред града. Земљиште је већ било засићено прилично великом количином падавина средином месеца. Други талас обилних падавина, током 22. и 25. октобра узводно у Словенији, изазвао је рекордно висок водостај Саве. На мерној станици реке Саве у Загребу, водостај је достигао врхунац од 514 cm прелазећи претходну ознаку високог водостаја за више од пола метра. Овај ниво реке је био превисок за градске насипе. Око 60 квадратних километара града је било поплављено, укључујући већину насеља на западној страни поплавне равнице.
Најтеже погођена подручја била су предграђа Трње и Трешњевка. Мрежа магистралних путева подигнутих на малим насипима није успела да задржи воду. У неким подручјима су једноспратне куће биле у потпуности потопљене. Почетак поплаве је био брз, упозорења су касно стигла, а интензитет и висина поплаве нису благовремено саопштени становницима. Многи нису успели да сачувају своје ствари и завршили су заробљени на таванима и крововима кућа. Највећи поплавни талас је трајао од 25. до 28. октобра како је вода напредовала кроз град од запада ка истоку, углавном на густо насељеној левој (северној) обали. Насеља на десној обали су углавном доживела поплаве само у виду подземних вода. Железнички насип и насипи од врећа са песком успешно су заштитили северни и источни део поплавне равнице, а Доњи град и већи део Пешченице су поштеђени. Укупно је 17 особа погинуло у поплави. Поплављени су стамбени простори у којима је претходно живело 183.000 људи; 40.000 њих је изгубило своје домове. Штета је процењена на 16 милијарди југословенских динара, односно, преко 100 милиона америчких долара.
Поплаву је пратила урбана обнова, која је променила градски изглед Загреба. У наредне четири године изграђено је око 26.000 нових станова и кућа. Изазов становања довео је до стварања неколико нових насеља. Постојећа насеља у којима је велики део стамбених објеката пропао због штете од воде обновљена су, често као стамбени комплекси високих зграда. Неколико фабрика је премештено источно од централног дела града склоног поплавама. Катастрофа је такође подстакла прераду одбрамбених система од поплава на Сави. Насипи у Загребу су реконструисани, подигнути и продужени, а река је каналисана кроз читаво подручје града. Обилазни канали су изграђени око неколико градова у сливу Саве, укључујући канал Сава–Одра–Сава који заобилази Загреб. Као резултат тога, иако је било неколико разорних поплава у долини Саве од 1964. године, њихови ефекти у Загребу су били ограничени на поплаве подземних вода у неколико улица. Међутим, сматра се да су промене у речном кориту донекле смањиле ефикасност одбране на почетку 21. века.

## Позадина

### Географија и хидрологија
Смештен у северозападној Хрватској близу границе са Словенијом, географију Загреба у великој мери дефинишу две карактеристике: планина Медведница, у чијем подножју се налазе историјско језгро града и северна предграђа, и поплавна равница реке Саве на југу, у којој се налази већи део града, укључујући и центар града после 19. века, Доњи град. Сава извире у Словенији и то је највећа притока Дунава по брзини протока. Водостај обично достиже врхунац са пролећним топљењем снега и јесењим кишама, док се минимум јавља лети и зими. Јесењи врхунац је израженији у горњем току Саве.Због ниске пропустљивости брдовитог и планинског терена Словеније и северозападне Хрватске, река показује велику сезонску варијабилност протока, што драстично утиче на ризик од поплава. Пре него што је регулација реке почела на почетку 20. века, ток Саве у Загребу је описиван као „бујични“.
Просечан годишњи проток на мерној станици Загреб је око 300m³ у секунди док се протоци преко 1000m³ у секунди јављају на годишњем нивоу. Просечна годишња количина падавина у горњем току Саве у Словенији износи 1570 милиметара доприносећи водостају током целог њеног тока. Обилне падавине у било ком месецу могу повећати ниво воде у Сави и њеним притокама до нивоа поплаве у року од само неколико дана. Положај града на прелазу из брдовитог у равничарски терен повећава ризик од поплава.
Бројни бујични потоци на Медведници представљају додатни ризик од поплава. Поток Медвешчак је изазвао најсмртоноснију природну катастрофу у граду 1651. године, када је бујична поплава однела куће у Ткалчићевој улици, усмртивши 52 особе. Најскорији значајан догађај бујичних поплава догодио се 2020. године. Поплаве Саве у Загребу забележене су још од античких времена. Развој Андаутоније, римског града на ободу данашњег града, био је под утицајем разорне поплаве почетком 2. века нове ере. Прве поплаве забележене у савременим записима датирају из 14. века. Прва забележена поплава догодила се 1469. године. Градови близанци Каптол и Градец, који се налазе на доњем крају подножја Медведнице и чине језгро данашњег Загреба заједно са суседним Доњим градом, контролисали су земљиште у поплавној равници на обе обале реке још у 13. веку. Ово подручје натопљено водом садржало је неколико малих села и углавном се користило за лов, садњу воћњака и сечу дрвета са врба као грађевинског материјала. Град се споро ширио јер је чак и подручје Доњег града, које се налази на северној ивици равнице, било склоно поплавама све док није вештачки подигнуто почетком 20. века. У 19. веку, поплаве су понекад досезале подножје брда, уништавајући куће у улици Илица. Тек уједињењем Каптола и Градеца 1850. године (што је омогућило финансирање пројеката одбране од поплава), и изградњом железничког насипа 1892. године који је употребљаван и као брана од поплава, градско подручје Загреба почело је да се приближава реци.

### Ширење предграђа у поплавну равницу
Процес индустријализације је са собом донео фабрике, чији се број знатно повећао после 1900. године. Налазиле су се близу железничке пруге, која дели равницу између Медведнице и Саве на два дела. Земљиште јужно од железнице било је углавном у власништву Католичке цркве све до аграрне реформе 1918. године, која га је учинила доступним за развој, а насељавали су га у великом броју фабрички радници, који су мигрирали у град из села, градећи куће и колибе на малим парцелама у брзо растућим предграђима Трешњевка, Трње и Пешченица. Већина стамбених објеката је изграђена без употребних дозвола јер недовољно запослени фабрички радници нису могли да приуште таксе. Нелегално изграђене зграде нису имале право на осигурање од поплава, што је била честа појава у новим предграђима. Велике поплаве су се догодиле 1876. године, два пута 1895. године, 1923., 1925., 1926. и 1933. године, али мање су се дешавале готово сваке године.
У 1900. години, само 4.000 од 57.000 становника Загреба живело је у Трњу и Трешњевци, док Пешченица још није била укључена у град. До пописа из 1931. године, само становништво Трешњевке порасло је на 21.350 становника, што је повећало потребу и вредност регулације реке.Радови на одбрани од поплава били су спорадични и лошег квалитета због недостатка средстава. Насип који штити Трње делимично је изграђен између 1924. и 1925. године, али га је однела поплава у новембру 1925. године. До 1929. године централни део предграђа био је заштићен насипом, који је тридесетих година проширен од реке до Радничке цесте у Пешченици на истоку, и дуж потока Чрномерец до северне границе Трешњевке на западу. Ови одбрамбени објекти нису били довољни да заштите град од поплаве 1933. године, када је Сава имала висину од 455cm, узрокујући поплаве које су трајале седам недеља. Насипи су поправљани и донекле побољшани током наредних неколико година, које су ипак биле обележене узастопним поплавама. Даљи радови су изведени 1945. и 1960/1961 године у оквиру омладинских радних акција које је организовала комунистичка влада. Проширени су насипи и побољшана одбрана од поплава на Трешњевци, Трњу и Пешченици. Међутим, насипи су и даље били ниски и лошег квалитета градње, те су штитили само централни део града, остављајући бокове изложеним.
Након Другог светског рата, три предграђа су била одговорна за убрзани пораст становништва. До 1961. године, Загреб је бројао 430.802 становника; становништво Трешњевке је премашило Ријеку, трећи најнасељенији град у Хрватској. Након затишја у изградњи по окончању рата крајем педесетих и почетком шездесетих година 20. века створена су нова насеља стамбених зграда. Јужни окрузи су постали дом нових зграда факултета Универзитета у Загребу и индустријских комплекса попут фабрике Раде Кончар у Трешњевки и индустријске зоне Житњак у Пешченици, док је уведено даљинско грејање са новим термоелектранама и топланама. Међутим, животни стандард је остао низак; само 10 процената улица Трешњевке било је асфалтирано 1960. године. За време градоначелника Већеслава Хољевца град се почео ширити на десну обалу Саве, формирајући Нови Загреб. Савски Гај, први планирани кварт у Новом Загребу, изграђен је 1957. године. Загребачки сајам је такође премештен из центра града на своју данашњу локацију, на Кајзерици у Новом Загребу, близу Савског моста. 

## Поплаве
Крајем октобра 1964. године, горњи ток Саве у Словенији су погодиле интензивне падавине. У Љубљани је забележено 113 mm кише између 22. и 25. октобра; Извор Саве Бохињке је забележио 101.3 mm и Ново Место је добило 90 mm падавина. Иако је укупна количина падавина била неколико пута мања него у поплави 1933. године, нивои река су доживели нагли пораст водостаја. Током поподневних и вечерњих сати 24. октобра, мерна станица у Радечу код Зиданог Моста (отприлике на пола пута између Љубљане и Загреба) достигла је врхунац који је био 40 cm нижи него максимум из 1933. године, али томе је претходио пораст од скоро 6 метара за свега неколико часова. Овај пораст је вероватно убрзан засићењем слива умереним падавинама претходне недеље, што је изазвало мањи водени талас који је достигао врхунац на 304 cm у Загребу 16. октобра.

#### 25. октобар
Поплава је почела у јутарњим сатима 25. октобра. Небрањена равница између Запрешића и Самобора, директно узводно од градског подручја, била је прва која је поплављена у околном подручју Загреба. У 11:45, вода је преплавила десну обалу преко пута Подсуседа, на најзападнијем ободу Загреба. Једно од првих погођених градских насеља био је Рудеш, у западном делу Трешњевке, које је поплављено до 14:00 часова. Каменолом Темпо (у близини данашњег језера Јарун) поплављен је око 15:30, када је вода пробила импровизоване насипе. У наредним сатима поплава је стигла до Јанкомира, Лучког, насеља Врбанов Пут (данас Врбани ) и Кајзерице. Кајзерица се налазила на десној (јужној) обали реке и била је заштићена насипом, али угрожена подземним водама. Даље на истоку, насеља близу реке, као што су Петрушевец (Пешченица) и Дрење (десна обала), такође су била поплављена, пошто су се насипи завршавали код недавно изграђене Загребачке термоелектране.
До вечери, сви градски мостови су били затворени због тога што се вода приближавала насипима. Насипи су у почетку били брањени импровизованим насипима од врећа са песком које су обезбедиле градске грађевинске компаније, укључујући 100.000 врећа са песком које је обезбедио Паромлин. Вреће са песком су коришћене за подизање насипа и блокирање пробоја код Савског моста – леви насип је пробијен код спортских објеката Младост у 20:20 и у Веслачкој улици у 22:00. У том тренутку, ниво на мерној мери моста преко Саве био је 460 cm што је незнатно премашило висок водостај из 1933. године, који је био рекордно висок од почетка рада мерача у новембру 1849. године. На  470 cm вода је испунила јужну половину Трешњевке. Ово подручје је обухватало насеља Јарун и Кнежија, западно од Савске цесте и јужно од данашње Љубљанске авеније (тада део аутопута Љубљана–Загреб–Београд, који се протеже у правцу исток–запад кроз Загреб). Ова два пута су била благо уздигнута од околног терена и деловала су као баријере према воденим површинама. 

#### 26. октобар
У почетку се чинило да ће аутопут издржати поплавни талас, али како је ниво воде порастао на 500 cm у 04:00 (26. октобра) и он и Савски пут су били поплављени. Поплавне воде су се прошириле на север кроз Трешњевку и на исток у Трње, затим према центру града, стижући до Улице Пролетерских бригада (данас Вуковарска улица). Висока вода на мерној станици моста Сава достигнута је у 08:00 часова, када је очитано 514 cm односно 59 cm више него 1933. године. У то време, велики део Трешњевке је био поплављен, осим неких подручја северно од данашње Озаљске улице (тада део Кончареве улице) и Волтина. Испод железничког надвожњака код стадиона Крањчевићева, где су вреће са песком биле сложене ради заштите центра града, вода је досегла висину саобраћајних знакова. Фабрика Раде Кончар у Волтину налазила се на ивици поплављеног подручја и бранило ју је преко 2.000 фабричких радника и запослених, као и војска, током наредна два дана. Последња преостала проходна саобраћајница у Трешњевци био је део Самоборског пута, улице која се протеже источно-западним правцем дуж железничке пруге. На западној страни Трња, зграда Факултета хуманистичких и друштвених наука Универзитета у Загребу је поплављена око 08:00–09:00. Надолазећи са Трешњевке, пробијајући насипе западно од Савског моста и прелазећи их близу Моста слободе где су били нижи, вода је обухватила већи део Трња. Северозападни угао Трња, Мартиновка, био је поплављен, док је део источног насеља Круге северно од аутопута остао сув. Наредног дана је источна линија одбране била Држићева улица, западно од Сигечице и Фолнеговићевог насеља.
Најсевернији део поплављеног подручја био је железнички насип на ободу Доњег града, централног загребачког округа, где су насипи од врећа са песком штитили градско језгро. На неким местима у Доњем граду подземне воде су се подигле кроз канализацију. Повратни ток је уништио машине у фабрици кекса Краш у Бранимировој улици. Суседну текстилну фабрику „Нада Димић“ спасили су њени радници, који су на време зачепили све канализационе одводе врећама песка да би зауставили поплаву.

#### 27–28. октобар
До 27. октобра, како се гребен померао ка истоку, воде су почеле да се повлаче из западних подручја, укључујући Самоборско-Запрешићку равницу и Трешњевку. Како су улице у Љубљаници (Трешњевци), северно од аутопута, поново постале проходне А Мост слободе и Кончарева улица поново отворени за аутобуски и трамвајски саобраћај, вода је дошла до источне стране града, где се тада одбрамбена линија протезала дуж Држићеве улице. Поподне 26. октобра, Трњанска Савица је поплављена и брзо се нашла испод под 1.5 m воде, док су Фолнеговићево насеље и Сигечица поплављени подземним водама. Када је вода почела да тече дуж Држићеве улице током ноћи између 27. и 28. октобра, угрожавајући Канал и северна насеља града, канали су ископани кроз улицу преусмеравајући воду ка околним равницама. Вода је тада почела да се гомила уз Раднички пут, јер је насип железничке пруге за топлану спречавао одлив воде. Одвојак је динамитом дигнут на два места, након чега се вода релативно брзо повукла са већег дела поплављеног подручја. 
На десној обали Саве, поплаве су биле велике у руралним подручјима, досежући Карловачки пут код Самобора и Лучког, узводно од Загреба. Урбана подручја у Новом Загребу углавном нису погођена. Осим Кајзерице, није било поплава у прва два дана налета поплавног таласа, али је у ноћи између 27. и 28. октобра дошло до пораста подземних вода које су изазивале локализоване поплаве у Трнском, Трокуту и Савском Гају. Поплаве подземних вода на десној обали биле су највише присутне у Блату.Загребачки сајам, који је ван сезоне коришћен као складиште за фабрике, налази се близу Саве и такође је био погођен. Власти су, уз помоћ локалних становника, евакуисале машинерију из зграда сајмишта. 

### Обим поплаве у Загребу
Пошто проток запремине није директно мерен 1964. године у Загребу, вршни проток се могао проценити само на основу очитавања нивоа воде. Различити извори процењују вршни проток на врхунцу поплаве у 08:00 часова 26. октобра на 3126 односно 4440 m³ по секунди. Поплављено подручје обухватало је више од половине општине Трешњевка, већи део општине Чрномерец и делове општина Реметинец и Пешченица.  У већем делу овог подручја, поплаве су биле превелике за камионе, а путовање је било могуће само чамцем; грађани су правили импровизоване сплавове од плутајућег отпада. Током ноћи између 27. и 28. октобра, након што је вода почела да се повлачи, процењено је да је поплављено подручје обухватало 56 km². Упркос мањој количини падавина, одбрана од поплава изграђена у међувремену допринела је много већем пику поплавног таласа воде, на 117.40 метара изнад нивоа мора. Каналисање и насипи изграђени на Сави и њеним притокама Сутли и Крапини ефикасно су оградили пољопривредно земљиште, мочваре и отворена поља, која су раније функционисала као природни ретензиони базени чија је улога била да „спљоште“ поплавни талас. 

## Припреме и утицај
Иако је обим поплављеног подручја 1926. и 1933. године можда био већи него 1964. године, ширење града у међувремену значило је да је утицај на град био много гори 1964. године. Након вести о високом водостају на Зиданом мосту, градске власти су 25. октобра одржале хитан састанак у 08:00. Насипи су били побољшани да би издржали поплаву попут оне из 1933. године, али је одмах постало очигледно да ће овај пут бити прекривени. Све службе за ванредне ситуације заједно са Југословенском народном армијом (ЈНА) биле су мобилисане да помогну у напорима одбране од поплава. До овог тренутка, ниво воде на мерној станици код купатила близу моста преко Саве, смештеном на граници Трешњевке и Трња, већ је достигао 288 cmшто је скоро висина врха воденог таласа претходне недеље. 
Прво упозорење о поплави емитовано је на Радио Загребу 25. октобра, као и на телевизији, а звона су звонила у центру града како би се узбунили грађани. Међутим, предграђа поред реке била су предалеко од центра да би се чула звона, а многа домаћинства нису поседовала радио ни телевизоре. Упозорења су такође стигла прилично касно; прво радио упозорење је издато тек у 13:30, када су делови Подсуседа већ били под водом. Пошто се већи део поплавног таласа догодио ноћу и упозорења нису стигла до становника, многи су остали несвесни опасности све док вода није стигла до њихових кућа. Многи људи који су добили упозорења у почетку нису желели да напусте своје куће. Током поплава 1920-их и 1930-их, готово нико од становника се није усудио да остави своје куће без надзора из страха од пљачке. Многи становници су послали своју децу са спасилачким службама, планирајући да сачекају поплаву и брину о својим стварима, само да би се нашли заробљени на таванима и крововима својих једноспратних и двоспратних кућа док је вода настављала да расте. На пример, у Фолнеговићевом насељу, током ноћи између 26. и 27. октобра, вода је наводно порасла за 2 m за само три сата. У каснијим данима поплаве, становници који су се успешно склонили на горње спратове виших зграда такође су евакуисани, јер нису имали приступ води из славине и санитарним условима. Новине су забележиле да је изненадни долазак поплаве изазвао забуну међу многима у непогођеним деловима града који су покушали да посете или путују до поплављених насеља, несвесни размера катастрофе.
Прве жртве пронађене су и идентификоване 27. октобра, у Петрушевцу, Кнежији и Старом Трњу. Укупно је 17 људи погинуло у поплави (14 према неким изворима) док је 65 повређено. Од пола милиона људи који су живели у Загребу 1964. године, 183.000 је живело у поплављеном подручју. Поплавњемо је 6.000 хектара гадског подручја и трећина стамбених зграда, укључујући 300 солитера. Поплава је стигла до железничког насипа који се налази између Трња и градског језгра. У околини Загреба, око 30.000 хектара пољопривредног земљишта било је под водом у општинама Самобор, Запрешић, Велика Горица, Дуго Село и Сесвете.  40.000 грађана је изгубило своје домове, јер је 10.000 станова и породичних кућа остало неупотребљиво. Још 35.000 стамбених јединица је оштећено, али је процењено да су погодне за поправку.  У Трешњевки су 8.254 домаћинства претрпела материјалну штету. Два километра аутопута Љубљана–Загреб–Београд је водена стихија у потпуности однела. 
Док су многи запослени, уз помоћ грађана-волонтера, покушали да заштите своја радна места, укупно је 120 компанија пријавило штету. Изгубљено је 65 процената грађевинског материјала, што је отежавало напоре обнове. Укупно је уништено 3.297 индустријских објеката. Грађевинска компанија Југомонт је претрпела једну милијарду динара губитака. Готово сви објекти су уништени. У индустријској зони Житњак на Пешченици поплављени су објекти Ауто-Хрватске,  Хидроелектре, Виадукта и Грамата. Трамвајски депо у Загребу у Љубљаници (Трешњевка) било је поплављена у ноћи 25/26. октобра, али су сви трамвајски вагони брзо евакуисани и паркирани на узвишењу на Мирогојском путу. Трамвајски саобраћај је остао у функцији на прузи Чрномерец–Дубрава дуж сувог северног обода речне равнице. Неке творнице које су биле угрожене Савом и њеним притокама изван ужег Загреба укључивале су Серум Завод (данас Плива) у Калиновици, Жумберак у Савском Марофу, Југомонтажу у Брдовцу и  Југокерамике у запрешићком крају. Деценијама је поплава из 1964. године остала најскупља природна катастрофа у историји града.
Загребачки медији су значајно били погођени поплавом. Најчитанији загребачки дневни листови, Вјесник и Вечерњи лист, као и неколико недељника, имали су своје седиште и штампарију у згради Вјесника, која се налази у насељу Цвјетно. Већина машина, папира, материјала, складишног простора и канцеларија налазила се у подруму и на првих неколико спратова зграде, јер су виши спратови још увек били у изградњи. Сходно томе, одмах су се нашли у опасности од поплавне воде која је почела да улази у зграду у 03:00 ујутру 26. октобра, и за неколико сати су савладали импровизоване одбрамбене појасеве и поплавили већину опреме, узрокујући велику штету. Овај догађај је оставио Загреб без дневних новина све док Вјесник и Вечерњи лист нису успели да објаве ограничени заједнички двострани број 27. октобра, штампан у старој штампарији у Доњем граду. Овај заједнички аранжман између два листа трајао је недељу дана. Радио-телевизија Загреб, чије је седиште било у близини, у Врбику, суочила се са сличним искушењем.  Као последица ових незгода, постоји извесна забуна у погледу детаља догађаја.
У акцији спасавања учествовало је 3.188 војника, који су спасили око 3.000 заробљених грађана. Возачима камиона, трактора и булдожера је наређено да се јаве градским властима како би помогли у одбрани од поплава и у процесу спасавања. У многим фабрикама, радници су штитили своја радна места 24 сата дневно, а у неким случајевима су им помагали и локални становници. Између 25. и 29. октобра било је преко 5.000 интервенција хитне помоћи. Поред 25 моторних возила, екипе хитне помоћи су често користиле чамце да би стигле до пацијената. Они су лакшим повредама су били збринути у згради Црвеног крста у Доњем граду. Повређена и болесна деца су пребачена у болницу Бистра у Загорју. Преко 10.000 људи учествовало је у одржавању одбране од поплава, евакуацији насеља, бризи о избеглицама из поплава у склоништима, лечењу повреда и другим напорима за ублажавање последица. Спасилачке напоре је отежавала чињеница да у поплављеном подручју није било струје, па су спасилачке екипе морале да се ослањају на лампе. Приход ФК Загреб — Новац са утакмице фудбалског удружења АС Рома одржане 28. октобра за (Међуградски сајамски куп 1964–65) дониран је за санирањ. Утакмица је одиграна на стадиону Максимир. Домаћи терен НК Загреба, Стадион Крањчевићева, био је на поплављеној Трешњевци.
Бројни градови у Хрватској и Југославији, као и стране земље, понудили су помоћ у акцијама помоћи. Сједињене Америчке Државе, Италија, Западна Немачка и Аустрија су понудиле медицинску опрему и материјал. Београд, Бјеловар, Карловац, Крагујевац, Ријека, Сплит и Вировитица су понудили помоћ и ставили на располагање своје капацитете за пружање помоћи. Београд је послао цистерне за чишћење улица и електричне генераторе. Бјеловар, Карловац, Вараждин, Доња Стубица и Јастребарско послали су пумпе за воду на генератор. Црвени крст СР Хрватске поставио је пољске кревете у загребачким болницама и евакуисаним лицима дистрибуирао одећу, ћебад и неке залихе хране. Залихе хране донирале су разне компаније, укључујући Сљеме, Мосор и Ловачки Рог. Огревно дрво је довожено из других градова и југословенских република, јер су загребачка складишта огрева била поплављена. 
Кампања хлорисања је спроведена због контаминације градске воде. Поред тога, хигијенска криза подстакла је организовану масовну вакцинацију против тифуса и паратифуса. Карловац, Ново Место, Опатија, Љубљана и Крањ послали су цистерне са чистом водом. 

## Последице

### Утицаји на град
Већина поплављених зграда је остала на месту, али многе од њих су постале неупотребљиве због последица поплаве и морале су да буду срушене. Неки од жутих крстова који означавају зграде означене за поправку опстали су до данас. Многе зграде које су проглашене погодним за поправку биле су привремено ненастањиве, јер су им натопљени зидови и подови онемогућавали сушење и грејање за предстојећу зиму. На пример, зграда Факултета хуманистичких и друштвених наука Универзитета у Загребу, изграђена 1962. године је била поплављена до 16 m дубине, а након поплаве, подрум и приземље су остали неупотребљиви дуже од годину дана, неке учионице нису могле да се греју, а зидови су морали бити поново малтерисани због влаге. Око 13.000 студената није могло да похађа наставу због оштећења школа и Универзитета у Загребу. Велика штета је настала у универзитетским лабораторијама, библиотекама и телефонским централама, које су се обично налазиле у приземљу или подруму.Грађани чији су домови били поплављени евакуисани су у студентске домове и школске учионице.
Последице поплаве промениле су градски пејзаж јужног Загреба. Највећа штета се догодила у Трњу. Насеље Врбик је готово потпуно уништено: 90% његових стамбених јединица је морало да се сруши. Напори за опоравак, које је организовао градоначелник Перо Пиркер, довели су до стварања низа нових насеља како би се заменили и надокнадили изгубљени стамбени простори. Као прво решење за оне који су остали без крова над главом због поплаве, градска влада је усвојила предлог за почетак изградње 1.000 станова, а још 9.000 је планирано за изградњу 1965. године. Насеља монтажних малих једнопородичних кућа и једноспратних стамбених зграда подигнута су у многим приградским локацијама, укључујући Ботинец, Ретковец, Прилесје Максимирско насеље и Гајнице. Ова насеља су требала да буду привремена док становницима не буде додељен бесплатан заменски стан; међутим, због недостатка станова, многи становници су на крају живели у привременим зградама чак и у 21. веку.
Укупно је током наредне три године изграђено око 26.000 нових стамбених јединица и 34 школе. У следећој деценији Кнежија, Калиновица и Средњаци на подручју Јаруна су претворене у стамбена насеља са високим спратовима, у којима је почетком 1970-их живело 29.300 људи. Укупно је у Трешњевки, између аутопута Љубљана–Загреб и реке, изграђено 6.731 нових стамбених јединица. Најтеже погођени део  насеља Круге се развио у модерно насеље Трњанска Савица, а даља солитерска насеља изграђена су у Новом Загребу. Упркос поплави, становништво Загреба се повећало за трећину током деценије 1961–1971. У другој половини 1960-их, бројне фабрике су премештене из центра града на периферију, ван зоне поплава. Фабрика Краш је премештена на своју данашњу локацију у Равницама. Железничка радионица Гредељ у Трњу, поред Главне железничке станице у Загребу, постепено је затварана, јер је 1968. године отворен нови погон у Пешченици.

### Побољшања одбране од поплава
Влада је брзо кренула у побољшање одбране града од поплава. Дана 28. октобра, власти су почеле са поправкама насипа. Страховало се од додатних поплава, зато што је дејство таласа воде која се повлачила продубило пукотине. Неколико месеци након поплаве, започета је обнова насипа омладинским радним акцијама. Насипи, чији су врхови били 1.5–2 m изнад поплавне равнице су реконструисани и подигнути на висину од 4–6 m, простирући се од Подсуседа до Ивања Реке. 
Поплаве су подстакле обимне радове на одбрани од поплава дуж целог тока Саве, укључујући канале који штите Загреб, Сисак и Карловац. Изградња канала Сава–Одра–Сава у Загребу је започета 1965. године, а завршена је почетком 1970-их. Рачвајући се са десне обале Саве узводно од унутрашњег дела града, код Јанкомира, канал се протеже 32 km (20 mi) у југоисточном правцу, повезујући реку са реком Одром и природни ретензиони басен.
Поплава из 1964. године била је последња разорна поплава у Загребу. Неке од каснијих поплава у долини Саве, попут оних из 1979. и 2014. године изазвале су локализоване поплаве подземних вода у неколико улица на Кајзерици и Јаруну. Поплава у долини Саве 1990. године пробила је рекорд високог водостаја из 1933. године у Радечу за додатних 54 cm и проузроковала је велику штету у околини Загреба, посебно у подручју Самобора и Запрешића, али је град био поштеђен, осим (тада већ стављеног ван употребе) моста Јакушевец, који је однела речна струја. Нивои поплава из 1964. и раније се нису поновили.
Напредак на каналу Сава–Одра–Сава заустављен је 1970-их. Првобитно је било замишљено да се протеже дуж тока Одре све до Саве, али данас се завршава у Одринском пољу. Ово повећава ризик од поплава у долини Одре; током поплаве у долини Саве 1990. године, висок доток у канал је довео до тога да Одра поплави село Пољана Чичка. У близини Самобора и Запрешића, река је делимично у потпуности без насипа.
Проток воде потребан за активирање канала повећао се током година због урезивања корита реке Саве у Загребу за више од три метра. Већ 1979. године, ниво од 382 cm на мерној станици Загреб није био довољан да проузрокује преливање воде преко преграде Јанкомир. Проблем промена речног профила услед транспорта седимента требало је да се реши низом хидроелектрана између Подсуседа и Ругвице, али ти планови нису спроведени у дело. Тренд урезивања је заустављен и почео је да се преокреће 1994. године након изградње преграде у близини Загребачке термоелектране на Пешченици. Упркос променама речног корита и каналу за одвод, студија из 2011. године није пронашла статистички значајне промене у годишњим максимумима водостаја. Ово је делимично приписано штетном ефекту због нових брана и радова на одбрани од поплава који су изведени узводно у Словенији.

### Наслеђе
Поплава из 1964. године памти се као најгора поплава и једна од најгорих природних катастрофа које су икада задесиле Загреб, али и као последња велика поплава због које се град суочио са опасношћу коју је представљала Сава.
Редитељ Богдан Жижић дебитовао је као редитељ филма Поплава. Реч је о кратком документаром филму из 1964. године направљеним од архивских снимака догађаја. Поплава и опоравак постали су пресудни догађај током мандата Пера Пиркера на месту градоначелника, иако су и градоначелници пре њега за време својих мандата прошли кроз катастрофалне поплаве. Опоравак града је учинио Пиркера веома популарним градоначелником, а он је наставио каријеру на националном нивоу, али је пао у заборав након гушења Хрватског пролећа 1971. године и смрти (чији је узрок рак) наредне године.

## Видети још
- Земљотрес у Загребу 1880. године
- Земљотрес у Загребу 2020. године